# Eleutherodactylus pezopetrus
Espèce
Statut de conservation UICN

 CR B1ab(iii) : 
En danger critique
Eleutherodactylus pezopetrus est une espèce d'amphibiens de la famille des Eleutherodactylidae.

## Répartition
Cette espèce est endémique de Cuba. Elle se rencontre de 100 à 270 m d'altitude dans les  provinces de Granma et de Guantánamo.

## Description
Les mâles mesurent jusqu'à 42 mm et les femelles jusqu'à 49 mm.

## Publication originale
- Schwartz, 1960 : Nine new Cuban frogs of the genus Eleutherodactylus. Science Publishers Reading Public Museum Art Gallery, vol. 11, p. 1-50.